# 1976 Голяма награда на САЩ
1976 Голяма награда на САЩ е 18-о за Голямата награда на САЩ и петнадесети кръг от сезон 1976 във Формула 1, провежда се на 10 октомври 1976 година на пистата Уоткинс Глен, Уоткинс Глен, Ню Йорк, САЩ.

## История на кръга
Инцидентът между Харалд Ертъл и Крис Еймън в Моспорт оставя Уилямс с един пилот по-малко. Франк Уилямс от своя страна се опитва да назначи Мишел Леклер, но французина отказва поканата заради слабите резултати които той постигна с тях, както и пилота от Формула 2 Рене Арну. Накрая отборът подписва с 27-годишния австралиец Уорлик Браун, който е победител в Тазманските серии за 1975 г. В Хескет Алекс Рибейро заема мястото на Гай Едуардс.

### Квалификация
Джеймс Хънт взема седмата си пол-позиция с две десети по-бърз от Джоди Шектър (който тества болида на Волф-Уилямс и постигна време с шест секунди по-бърз от действащите пилоти). Рони Петерсон се класира на трета позиция следван от Виторио Брамбила, Ники Лауда, Ханс-Йоахим Щук, Патрик Депайе, Джон Уотсън, Том Прайс (който е най-бърз в петък при дъждовни условия) и Карлос Паче. Ото Щупахер отново не успява да се класира за състезанието с почти седем секунди от времето на 26-ия Анри Пескароло.

### Състезание
Шектър потегля по-добре от Хънт благодарение на тракшъна на неговия P34, за да поведе колоната към първия завой. Зад англичанина се намират Брамбила, Петерсон, Лауда, Депайе, Уотсън, Марио Андрети, Жак Лафит и Паче. Жан-Пиер Жарие не успява да потегли и останва зад групата като по същото време Виторио има проблеми с една от предните гуми. Зад него Лауда изпреварва Петерсон за четвърто място в четвъртата обиколка, след което и Брамбила в следващата за трета позиция. Депайе става първият отпаднал от състезанието с откачена горивна помпа, което спира Тирел-а. Трудният сезон за Мерцарио продължава, след като е ударен от Хескет-а на Ертъл и Волф-Уилямс-а на италианеца отпадна, докато австриеца влезе в бокса за смяна на нов нос.
Докато Лауда се опитва да догони водещата двойка, останалите пилоти се движат за Марч-а на Брамбила. Петерсон спря в бокса в 12-а обиколка с лошо управление, а сънародника му Гунар Нилсон спря Лотус-а си с повреда в двигателя в 13-а обиколка. Следващата жертва е Джаки Икс, който катастрофира тежко на шестия завой като предната част на Инсайн-а се откъсна. За щастие белгиеца се измъкна само със счупен глезен и малки изгаряния. Шектър е на косъм от удар с пожарния камион, който спря до Инсайн-а в 16-а обиколка и си помисли че белгиеца е убит. Шансовете на Андрети за по-добро представяне се оказа напразни в 23-та обиколка със счупено окачване, както и Лари Пъркинс със същия проблем в неговия Брабам в 30-а обиколка. Съотборникът му Паче също напусна след удар с Макларън-а на Йохен Мас следван от Лафит с разкъсана задна гума, която повреди задното окачване на неговото Лижие.
През това време Хънт намали преднината на Шектър и в 37-ата обиколка англичанина пое водачеството, преди да се откъсне от южно-африканеца. В 40-а обиколка обаче Джеймс е забавен от Волф-Уилямс-а на Браун, което даде шанс на Шектър да се доближи до Макларън-а и да си върне позицията. Четири обиколки по-късно Хънт отново атакува Тирел-а и отново си върна водачеството, докато Мас преследва третия в състезанието Лауда. Уотсън изпревари второто Ферари на Клей Регацони в 42-рата обиколка и започна да преследва Щук за петата позиция, докато повреда в двигателя принуди Прайс да напусне от девета позиция.
Хънт постига шестата си победа, която намали преднината на Лауда на три точки преди последното състезание в Япония. Шектър финишира на осем секунди от Джеймс, докато Лауда защити третата позиция от атакуващия го Мас. Щук и Уотсън са последните пилоти които завършиха с обиколката на победителя пред Регацони, Алън Джоунс, Емерсон Фитипалди, Жарие, Брет Лънгър, Рибейро, Ертъл и Браун. Пескароло се движеше по трасето, но с 11 обиколки назад след дълъг стоп.

## Класиране

### Състезание
| Поз | No | Пилот             | Конструктор       | Обиколки | Време/Отпадане | Място | Точки |
| --- | -- | ----------------- | ----------------- | -------- | -------------- | ----- | ----- |
| 1   | 11 | Джеймс Хънт       | Макларън-Форд     | 59       | 1:42:40.742    | 1     | 9     |
| 2   | 3  | Джоди Шектър      | Тирел-Форд        | 59       | + 8.030        | 2     | 6     |
| 3   | 1  | Ники Лауда        | Ферари            | 59       | + 1:02.324     | 5     | 4     |
| 4   | 12 | Йохен Мас         | Макларън-Форд     | 59       | + 1:02.458     | 17    | 3     |
| 5   | 34 | Ханс-Йоахим Щук   | Марч-Форд         | 59       | + 1:07.978     | 6     | 2     |
| 6   | 28 | Джон Уотсън       | Пенске-Форд       | 59       | + 1:08.190     | 8     | 1     |
| 7   | 2  | Клей Регацони     | Ферари            | 58       | + 1 Об         | 14    |       |
| 8   | 19 | Алън Джоунс       | Съртис-Форд       | 58       | + 1 Об         | 18    |       |
| 9   | 30 | Емерсон Фитипалди | Фитипалди-Форд    | 57       | + 2 Об         | 15    |       |
| 10  | 17 | Жан-Пиер Жарие    | Шадоу-Форд        | 57       | + 2 Об         | 16    |       |
| 11  | 18 | Брет Лънгър       | Съртис-Форд       | 57       | + 2 Об         | 24    |       |
| 12  | 25 | Алекс Рибейро     | Хескет-Форд       | 57       | + 2 Об         | 22    |       |
| 13  | 24 | Харалд Ертъл      | Хескет-Форд       | 54       | + 5 Об         | 21    |       |
| 14  | 21 | Уорлик Браун      | Волф-Уилямс-Форд  | 54       | + 5 Об         | 23    |       |
| НКл | 38 | Анри Пескароло    | Съртис-Форд       | 48       | Не е класиран  | 26    |       |
| Отп | 16 | Том Прайс         | Шадоу-Форд        | 45       | Двигател       | 9     |       |
| Отп | 9  | Виторио Брамбила  | Марч-Форд         | 34       | Гума           | 12    |       |
| Отп | 26 | Жак Лафит         | Лижие-Матра       | 34       | Гума           | 4     |       |
| Отп | 8  | Карлос Паче       | Брабам-Алфа Ромео | 31       | Сблъсък        | 10    |       |
| Отп | 7  | Лари Пъркинс      | Брабам-Алфа Ромео | 30       | Окачване       | 13    |       |
| Отп | 5  | Марио Андрети     | Лотус-Форд        | 23       | Окачване       | 11    |       |
| Отп | 22 | Джеки Икс         | Инсайн-Форд       | 14       | Инцидент       | 19    |       |
| Отп | 6  | Гунар Нилсон      | Лотус-Форд        | 13       | Двигател       | 20    |       |
| Отп | 10 | Рони Петерсон     | Марч-Форд         | 12       | Окачване       | 3     |       |
| Отп | 20 | Артуро Мерцарио   | Волф-Форд         | 9        | Инцидент       | 25    |       |
| Отп | 4  | Патрик Депайе     | Тирел-Форд        | 7        | Горивна помпа  | 7     |       |
| НКв | 39 | Ото Щупахер       | Тирел-Форд        |          |                | -     |       |

## Класиране след състезанието
| Поз | Пилот         | Точки |
| --- | ------------- | ----- |
| 1   | Ники Лауда    | 68    |
| 2   | Джеймс Хънт   | 65    |
| 3   | Джоди Шектър  | 49    |
| 4   | Патрик Депайе | 33    |
| 5   | Клей Регацони | 29    |
| 6   | Джон Уотсън   | 20    |
| 7   | Жак Лафит     | 20    |
| 8   | Йохен Мас     | 19    |

| Поз | Конструктор   | Точки   |
| --- | ------------- | ------- |
| 1   | Ферари        | 81      |
| 2   | Макларън-Форд | 70 (71) |
| 3   | Тирел-Форд    | 65      |
| 4   | Пенске-Форд   | 20      |
| 5   | Лижие-Матра   | 20      |
| 6   | Лотус-Форд    | 20      |
| 7   | Марч-Форд     | 19      |
| 8   | Шадоу-Форд    | 10      |